# 銀河鉄道の夜 (GOING STEADYの曲)
銀河鉄道の夜（ぎんがてつどうのよる）は、日本のパンク・ロックバンド、GOING STEADYが2001年に発表した楽曲。作詞・作曲は峯田和伸。アルバム『さくらの唄』収録。後に同バンドの実質的後継バンドにあたる銀杏BOYZのアルバム『DOOR』にもリテイクして収録されている。

## 概要
主に10代から絶大な支持を得ていたGOING STEADYは、当該楽曲に関してもニュアンス及びコンセプトを「青春」に向けた形として歌詞を形成している。若さゆえの煮えきらぬ想いや衝動を銀河の空に向けた形で彼等らしく大声で歌いながらも恋する気持ちを切なく描いた楽曲となっている。サビの曲調が松任谷由実の「守ってあげたい」に酷似していると指摘を受ける事もある。
ちなみに映画『少年メリケンサック』（2009年）のエンディングにおいて、同楽曲を峯田和伸が歌っている。
『DOOR』に収録されているバージョンではサビのメロディーが一部異なる。また、間奏のギターソロでは「主よ、人の望みの喜びよ」を引用している。
銀杏BOYZはその後、サビのメロディなどをリアレンジした「銀河鉄道の夜 第2章」及び「新訳　銀河鉄道の夜」を制作している。
ニッポン放送のラジオ番組『オールナイトニッポンサタデースペシャル 大倉くんと高橋くん』のエンディングテーマ曲。

## 宮沢賢治の童話との関連性
宮沢賢治の童話である『銀河鉄道の夜』との関連性は「星めぐりの口笛を吹いて」等、童話の中に書かれている文を歌詞として使っている部分がある。他にも彼らバンドグループの発表作品である別楽曲には「カムパネルラ」等、宮沢賢治による影響を少なからず受けたと推測される歌詞、及び単語が含まれている。